# Айя Кхема
Не слід плутати з Айу Кхандро — буддійською вчителькою йоги, що жила з 1839 по 1953 рік.
Айя Кхема (1923, Берлін — 1997, Ой-Міттельберг) — німецька буддійська черниця і вчителька. Зробила вагомий внесок в можливість залучення жінок до буддизму, заснувавши кілька спеціалізованих закладів в різних країнах світу.

## Біографія
Ільзе Куссель (справжнє ім'я черниці) народилася 25 серпня 1923 року в Берліні в єврейській родині. У 1938 році її батьки емігрували до Китаю, рятуючись від репресій Третього рейху, а 15-річну дівчину, разом з 200 іншими німецькими дітьми-євреями, поселили в шотландському Глазго. У 1940 році Ільзе нарешті змогла прибути до батьків в Шанхай. Після захоплення цього міста японськими військами, сім'ю відправили в Шанхайське гетто, де вона прожила всю війну. Батько Ільзе помер тут 3 травня 1945 року, за лічені дні до закінчення війни.
Майже відразу після закінчення війни 22-річна дівчина вийшла заміж за 39-річного чоловіка на ім'я Йоганнес і переїхала до нього у власну квартиру в престижному районі Хункоу. У 1947 році у пари народилася дочка, яку назвали Ірен, але вона померла в дитинстві. Як тільки Народно-визвольна армія Китаю завоювала Шанхай, Ільзе і Йоганнес поїхали в США, у Сан-Франциско. Потім вони переїжджали в Лос-Анджелес та Сан-Дієго, де жінка народила другу дитину — сина Джеффрі.
Через деякий час Ільзе почала відчувати духовну незадоволеність, що привело її до вивчення різних релігійних практик, чого її чоловік не схвалив, і тому незабаром пара розлучилася. Жінка з маленьким сином поїхала на «Ранчо ла Пуерта» — своєрідний еко-курорт, розташований в передмісті Текате в мексиканському штаті Нижня Каліфорнія. Там вона почала вивчати філософію секти ессенів. Там же незабаром вийшла заміж вдруге, за чоловіка на ім'я Герд. Незабаром вся родина стала вегетаріанцями — й цій практиці жінка залишилася вірна на все життя. Ільзе, Герд і Джеффрі незабаром вирушили у навколосвітню подорож: вони за кілька років відвідали кілька країн Південної Америки, Нової Зеландії, Австралії, Пакистан, і нарешті осіли в Сіднеї, де Ільзе познайомилася з буддистом Кхантипало, з яким вони залишилися друзями на все життя. З метою продовження свого навчання духовних практик, Ільзе вирушила до Сан-Франциско, щоб вивчати дзен в Сан-Франциському Центрі дзена, і працювала в гірському Центрі дзена «Тассахара» протягом трьох місяців. Після цього Ільзе вирушила в М'янму, де три тижні відвідувала уроки медитації Ба Кхина.
У 1978 році Ільзе заснувала в австралійському штаті Новий Південний Уельс лісовий монастир Ват Будда Дхамма, призначивши свого старого друга Кхантіпало його абатом.
Потім, побажавши стати бгікшу (черницею вищого ступеня посвячення), Ільзе вирушила до Таїланду, де вивчала відповідні духовні практики впродовж трьох місяців. Після цього вона здійснила поїздку на Шрі-Ланку, де познайомилася з буддійським ченцем німецького походження Ньянапоніком Тхера, який представив її місцевому ченцеві Нараді Махатері. Він взяв жінку в учениці, давши їй нове ім'я — Айя Кхема.
У 1983 році, стурбована постійним болем, 60-річна Айя Кхема звернулася до лікарів, які діагностували у неї рак молочної залози. Протягом наступних десяти років жінка продовжувала страждати від свого захворювання, і лише в 1993 році, вже проживаючи в Німеччині, погодилася на мастектомію (видалення грудей).
У 1987 році Айя Кхема стала координатором перших зборів «Сакьядхіта» — міжнародної некомерційної організації, мета якої — полегшення залучення жінок всього світу до буддизму. Темою першої конференції була — «Буддійські черниці в суспільстві».
У 1988 році Айя Кхема отримала освячення від свого наставника, Нарада Махатера, і стала бгікшуні. Церемонія пройшла в щойно побудованому храмі Сі-Лай у Каліфорнії.
У 1989 році Айя Кхема повернулася до Німеччини і стала проповідувати буддизм у Мюнхені.
У 1993 році, під час п'ятитижневого реабілітаційного періоду після мастектомії в лікарні, 70-річна Айя ледь не померла, але лікарям вдалося повернути її до життя.
Айя Кхема померла 21 (за іншими даними — 2) листопада 1997 року у німецькому містечку Ой-Міттельберг, де жила останні роки в так званому «буддійському будинку». Причиною смерті став рак грудей, який у неї діагностували ще 14 років тому. Її прах спочиває в ступі в тому ж «буддійському будинку».